# Saverne
Saverne (német Zabern, elzászi Zàwere) egy 11 433 lakosú (2014. január 1.) város Franciaországban, Bas-Rhin megyében. Lakosainak száma 11 323 fő (2022. január 1.). Saverne Ottersthal, Danne-et-Quatre-Vents, Eckartswiller, Furchhausen, Gottenhouse, Haegen, Monswiller, Otterswiller, Schwenheim és Waldolwisheim községekkel határos.

## Fekvése
Strasbourgtól északnyugatra, a Savernei-hágó alatti völgyben fekvő település.

## Története

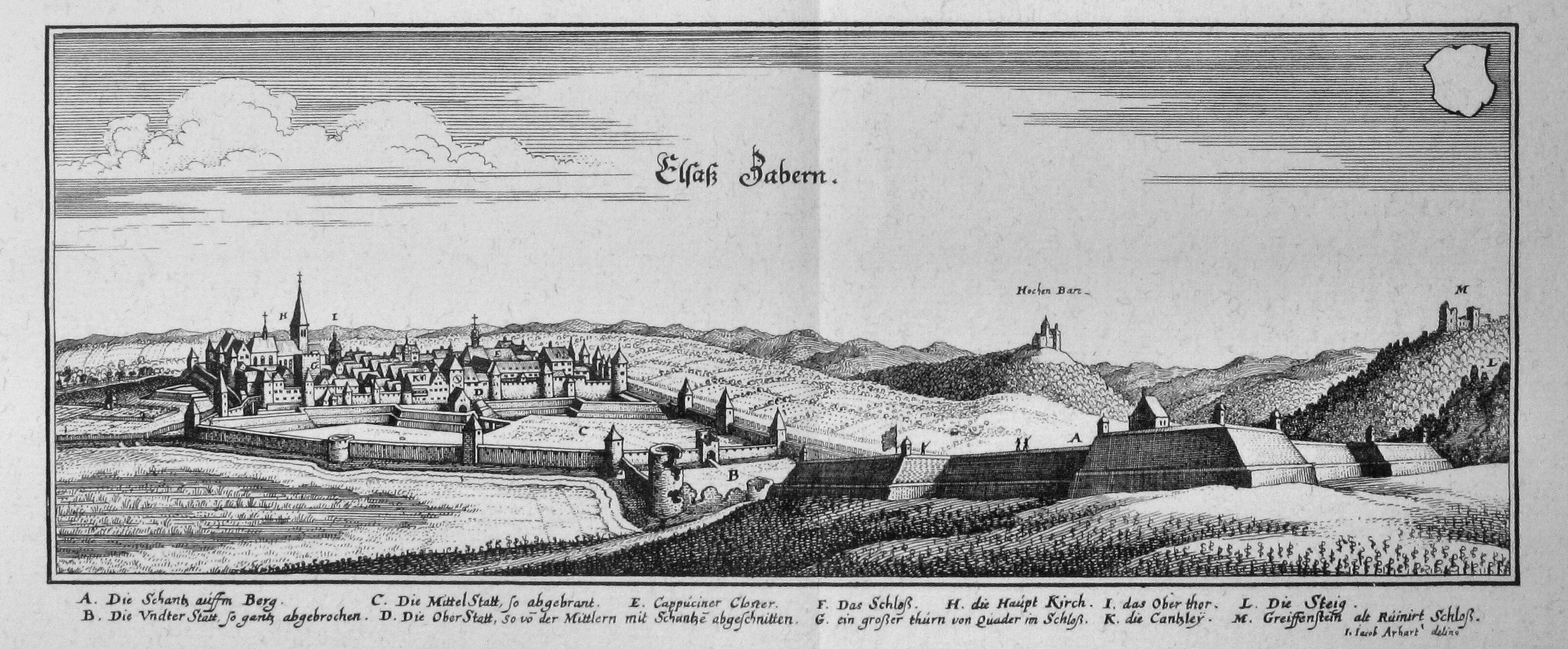
Zabern (Elsaß) 1663-ban

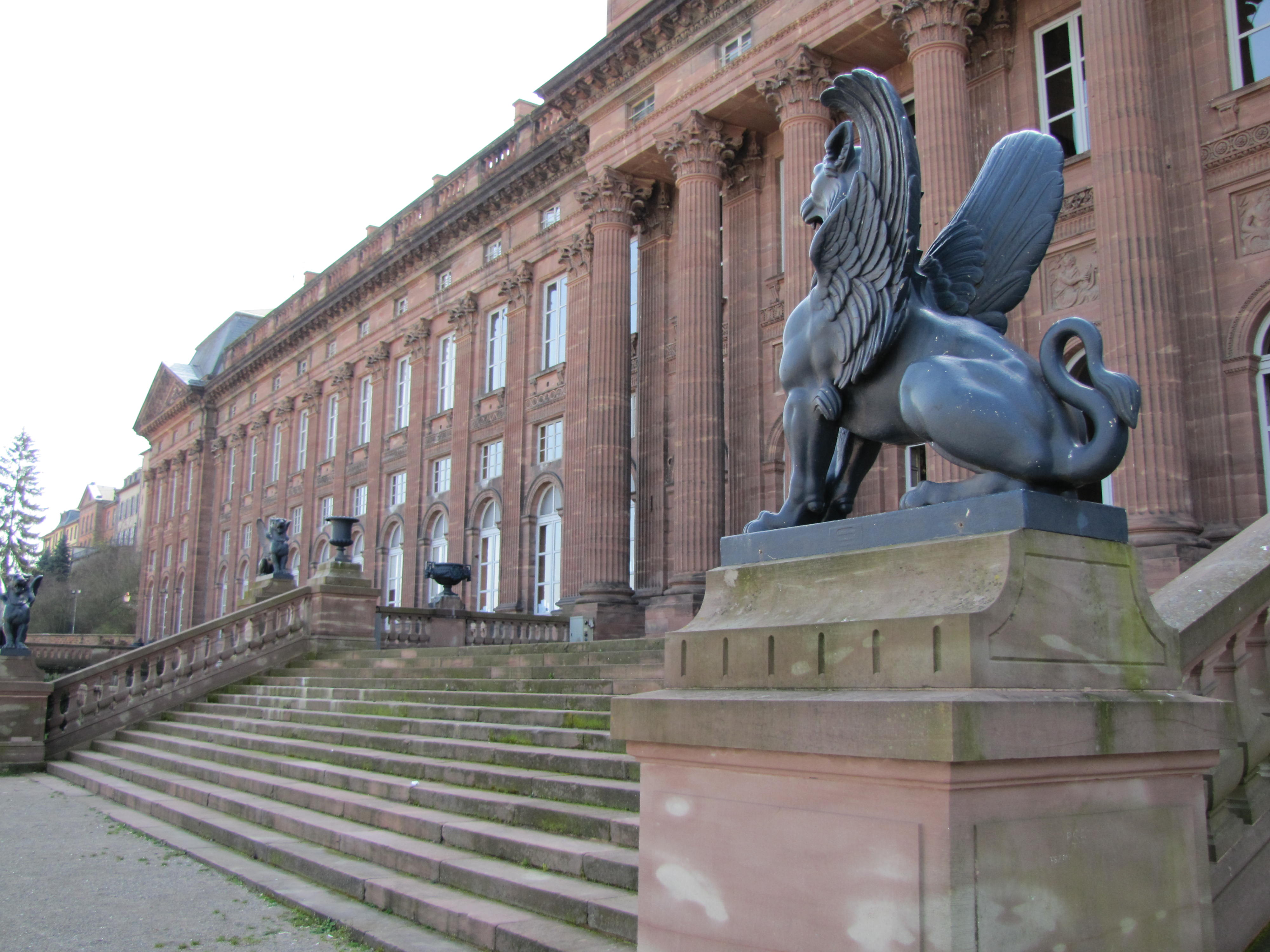
A Rohan család palotája, részlet

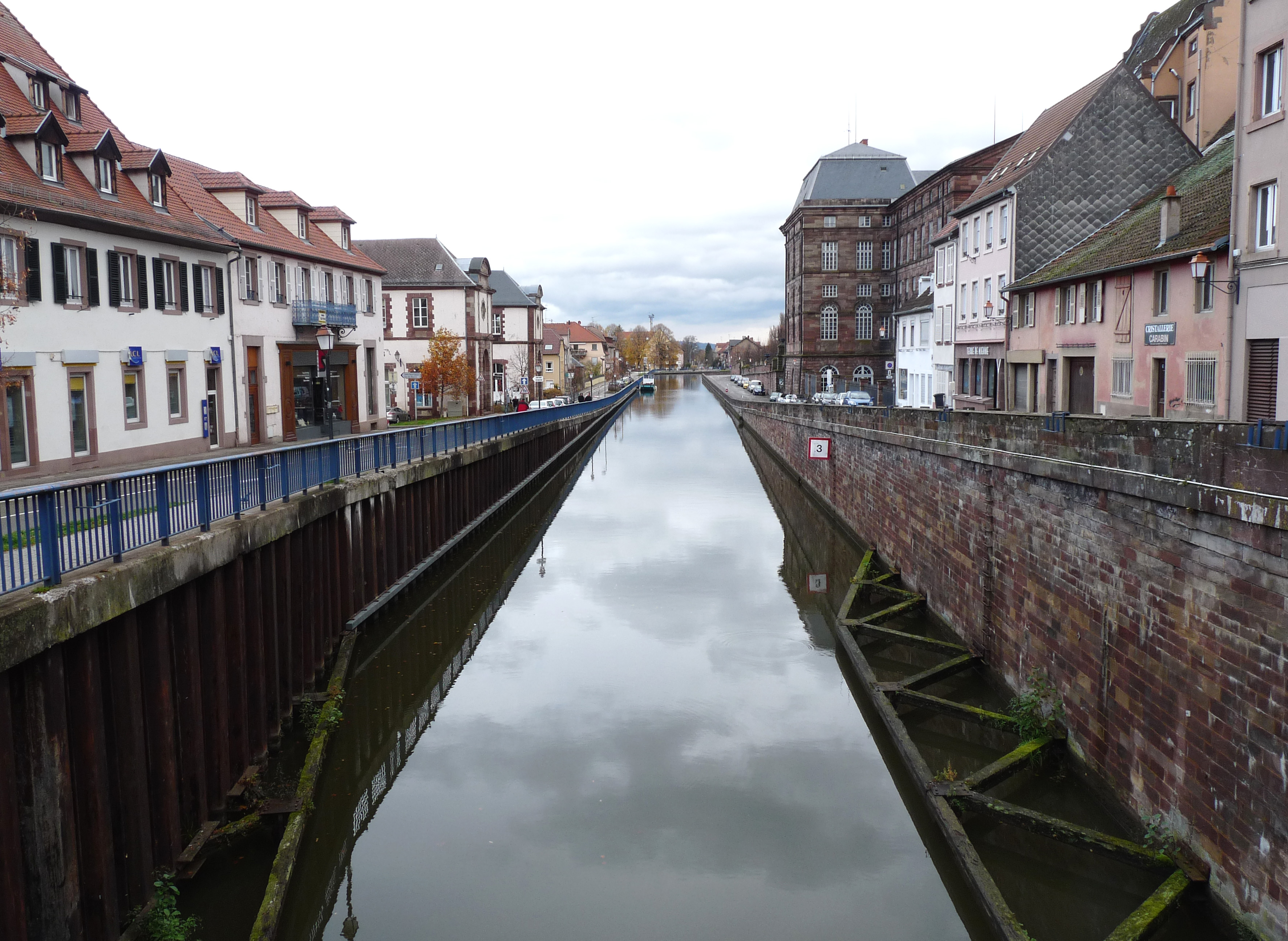

Saverne helyén egykor a római helyőrség Tres tabernae (három taverna) állt, a Strasbourgba vivő római út mellett. Később a 8. században alemann település volt, majd a frank Saverne a Metzi egyházmegyéhez tartozott. A 12. században pedig Strasbourg birtokában volt. 1414 elejétől 1789-ig Saverne a strasbourgi püspökök lakóhelyéül szolgált. Közben a város többször volt katonai konfliktusok színhelye. A harmincéves háború alatt a város többször is gazdát cserélt. Vesztfáliai békével Saverne ismét a strasbourgi püspöké lett. 
1877–1890 Zabern volt a rajnai No. 8. lövészzászlóalj székhelye, majd 1890-1918 között két zászlóalj a 2. Felső-Rajna gyalogezred állomásozott itt. 1913 végén a Német Birodalom alkotmányos válsága után ezen ezred tisztjei sértegették az elzászi helyi lakosságot "Wackes", amely később a helyi lakosság körében a túlzott katonai reakció elleni tüntetésekhez vezetett  ("Saverne ügy").
1945 januárjában a téli offenzíva az Operation Nordwind alatt a Wehrmacht csapatok sikertelenül próbálták visszaszerezni Savernet és más helyeket.
1945 óta a francia mellett a hivatalos oktatási nyelv az elzászi dialektus is.

## Nevezetességek
- Rohan-palota - a város kiemelkedő épülete, 1790-ben épült. Ez a park oldalán 140 m hosszú, monumentális épület, homlokzata vörös homokkő. Ez a leghosszabb klasszicista homlokzatű vár Franciaországban.
- Városi Múzeum - gazdag régészeti gyűjteménnyel a középkorból és a reneszánsz időkből, valamint adományozott Louise Weiss művek gyűjteménye a 20. században.
- Favázas házak - a 16. és a 17. századból a régi városrészben.
- Landschreibers Katz a főutcán.
- Plébániatemplom "Notre-Dame-de-la-Nativité." (Volt egyetemi templom) román nyugati torony és késő gótikus templomhajó (építőmester Hans Hammer): szószék (Hans Hammer, 1495), szoborcsoport "Az Beweinungs Christie" (Hans Daucher, 1500), ólomüveg ablakok (Peter Hemmel, 15. század végéről).
- Egykori kollégiumi templom
- Kolostor (freskókkal díszített épülete).

## Itt születtek, itt éltek
- Hans Bock der Ältere (kb. 1550–1624), festő, grafikus, restaurátor
- Franz Xaver Murschhauser (1663–1738), zeneszerző és orgonista
- Louis François Marie Auguste Knoepff (1864–1918), fakereskedő, Saverne polgármestere és országgyűlési képviselő
- Carl Schnebel (1874–nach 1939)
- Dieprand von Richthofen (1875–1946), a szenátus, a Legfelsőbb Bíróság elnöke és antiszemita politikus (DSP)
- Thilo von Bose (1880–1934), porosz tiszt
- Jakob Person (1889-1915), német sportoló
- Erich Mercker (1891–1973),német festő és gyorskorcsolyázó
- Georges Reeb (1920–1993),francia matematikus
- Adrien Zeller (1940–2009), francia politikus (UMP)
- Cindy Brand (* 1994), énekes

## Személyek, akik kapcsolatban álltak a várossal
- Pierre Meyer (1900-1964), francia erdész Saverneben egy favágó iskolát alapított
- Friedrich Schiller (1759-1805), német költő többször járt a városban és környékén

## Galéria

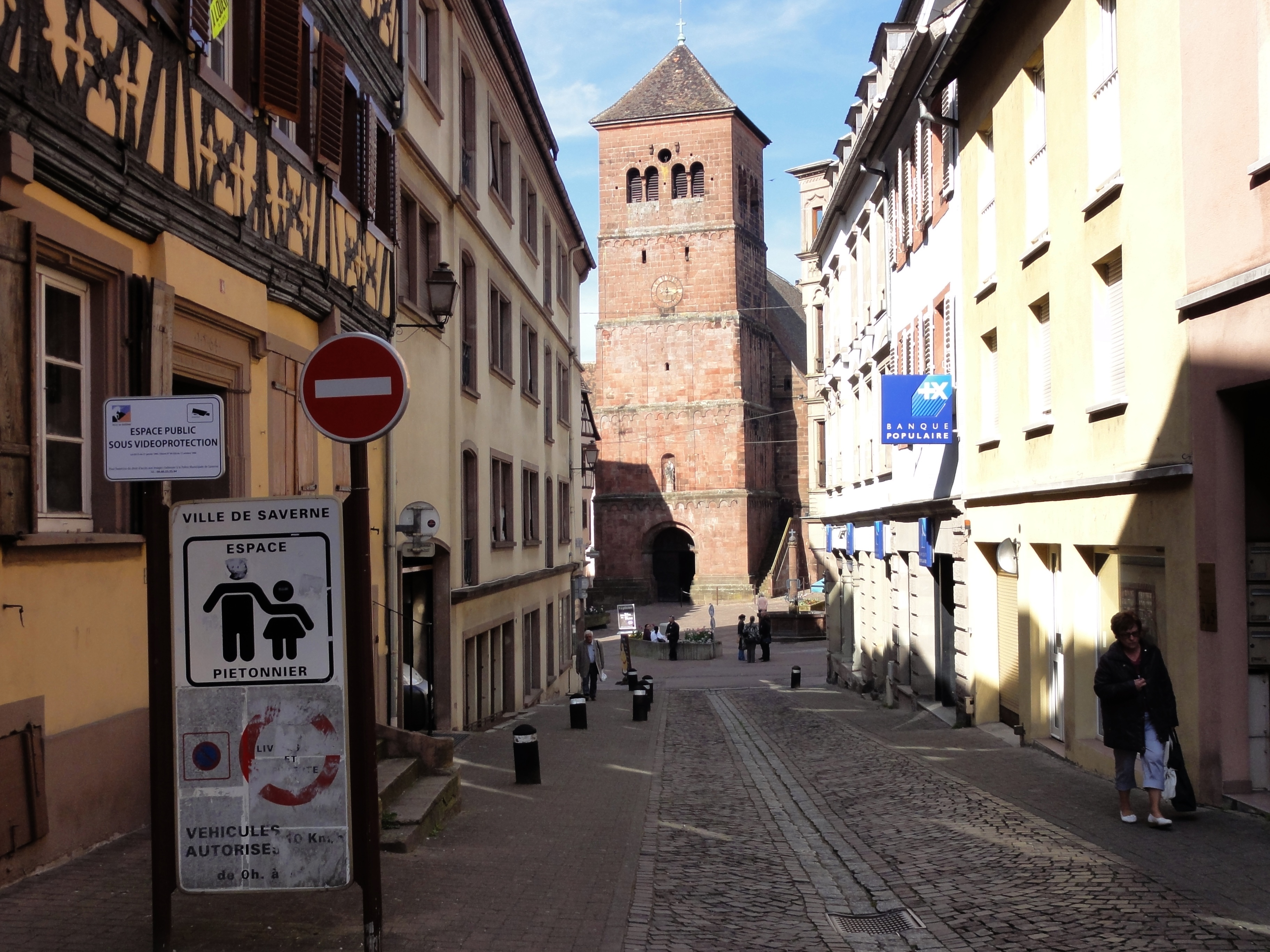
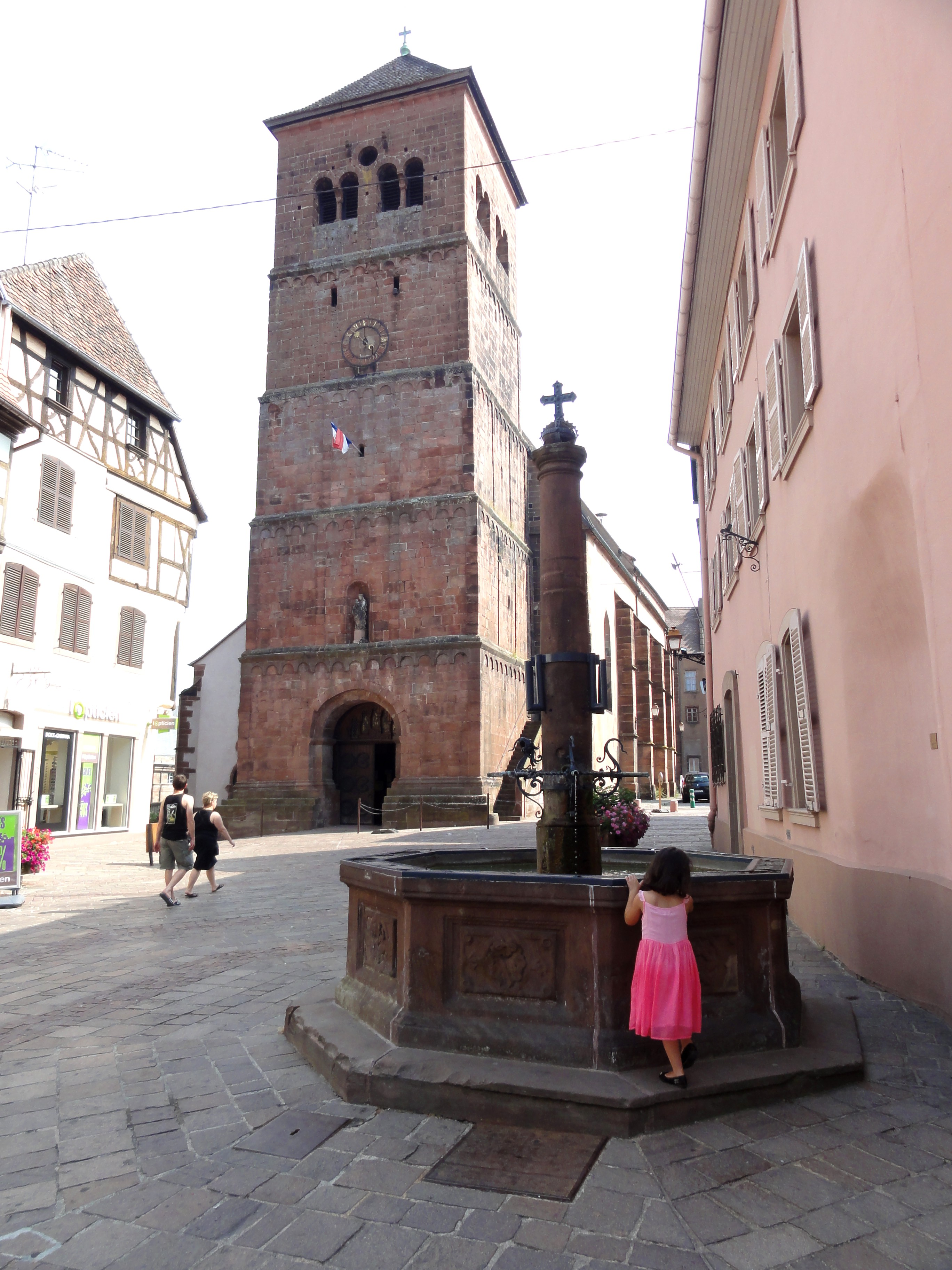
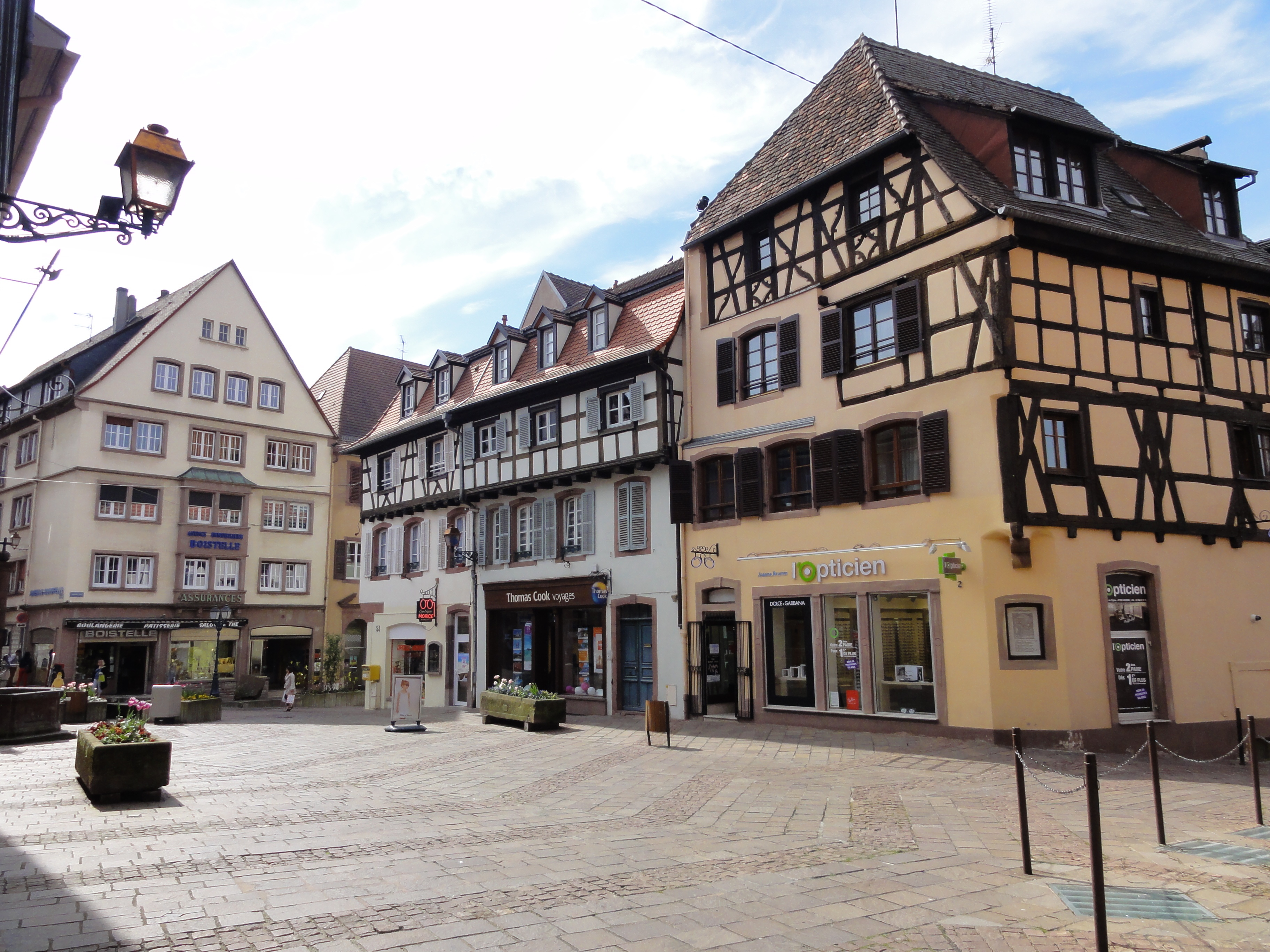
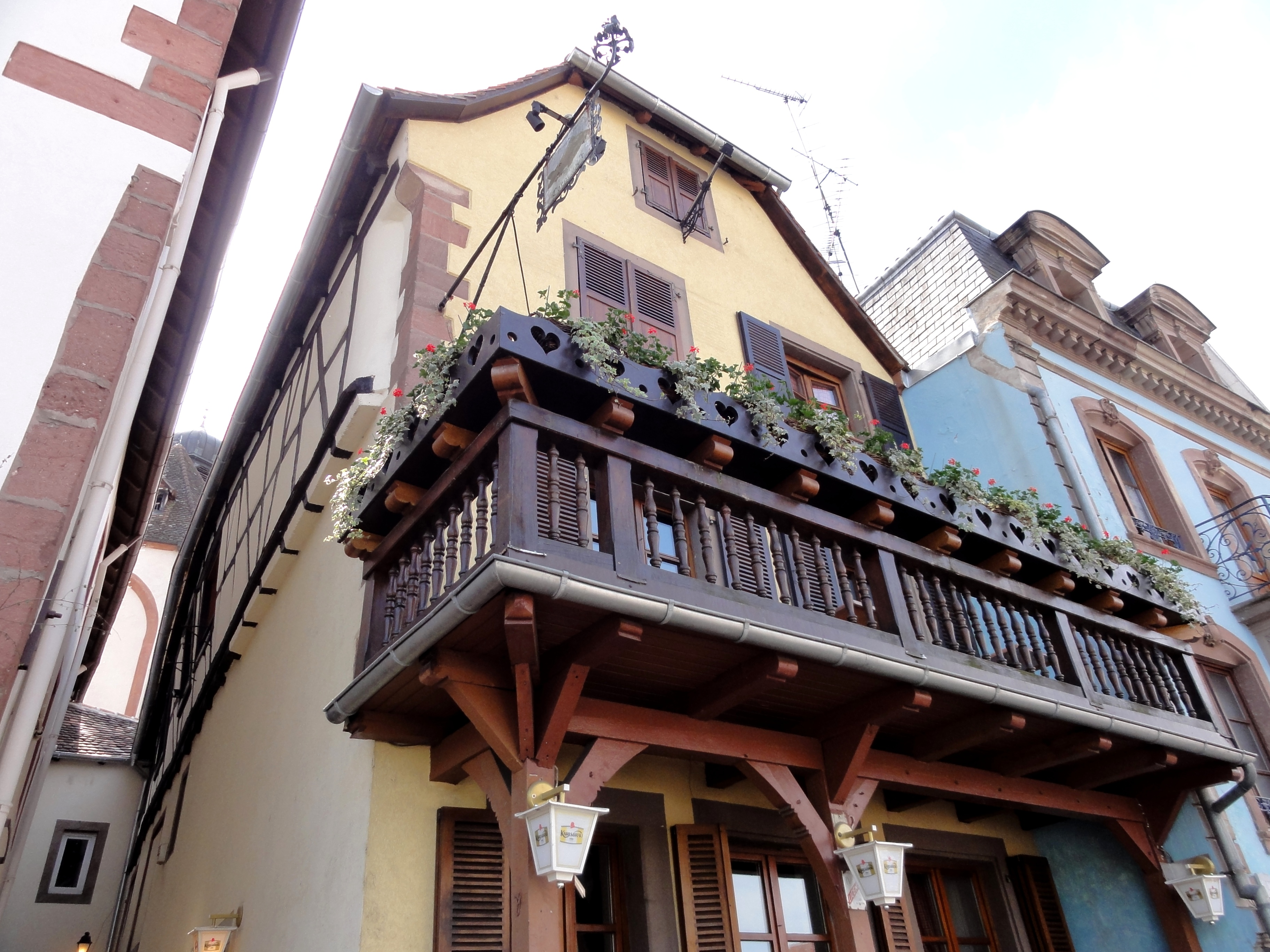
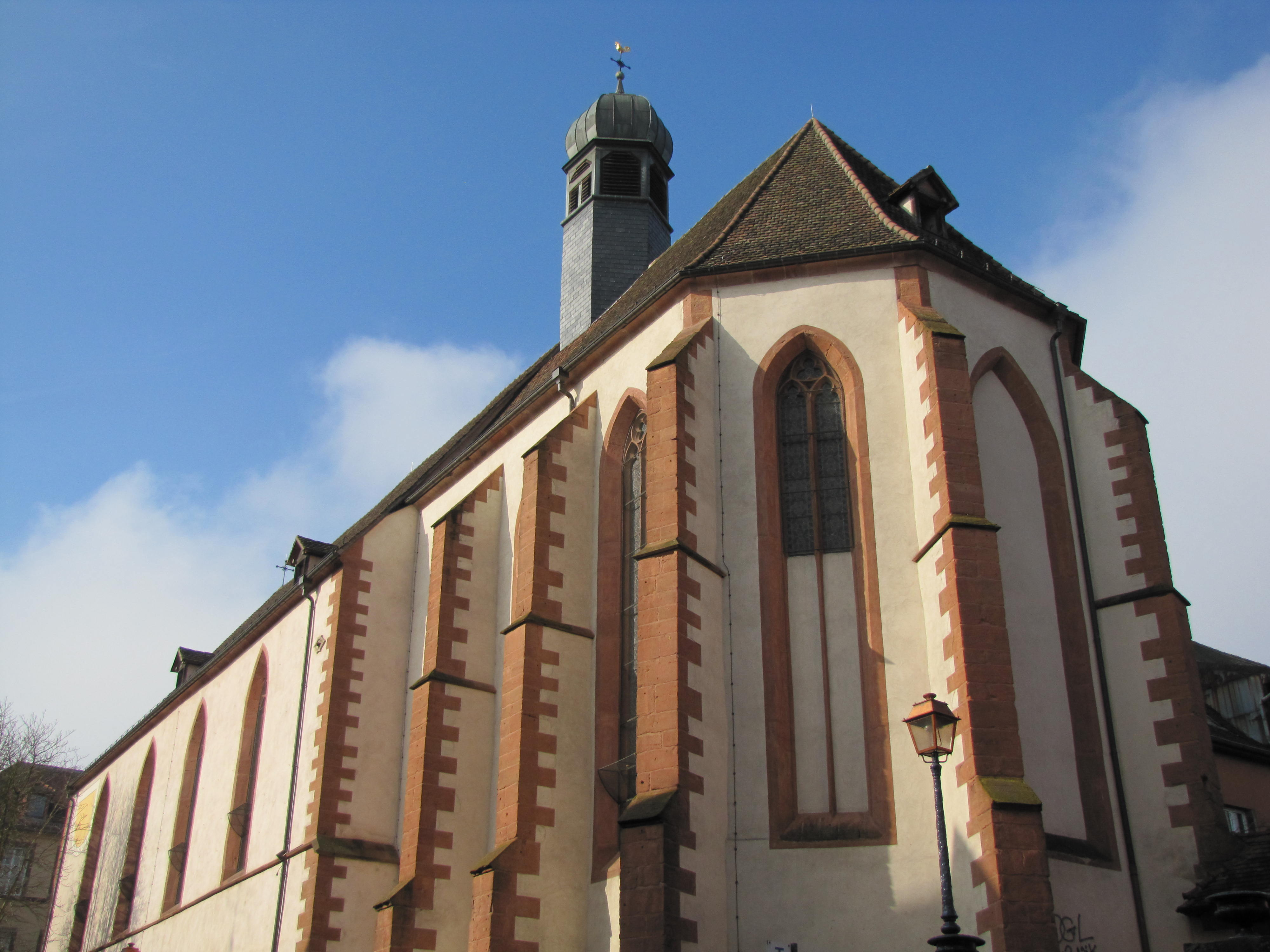
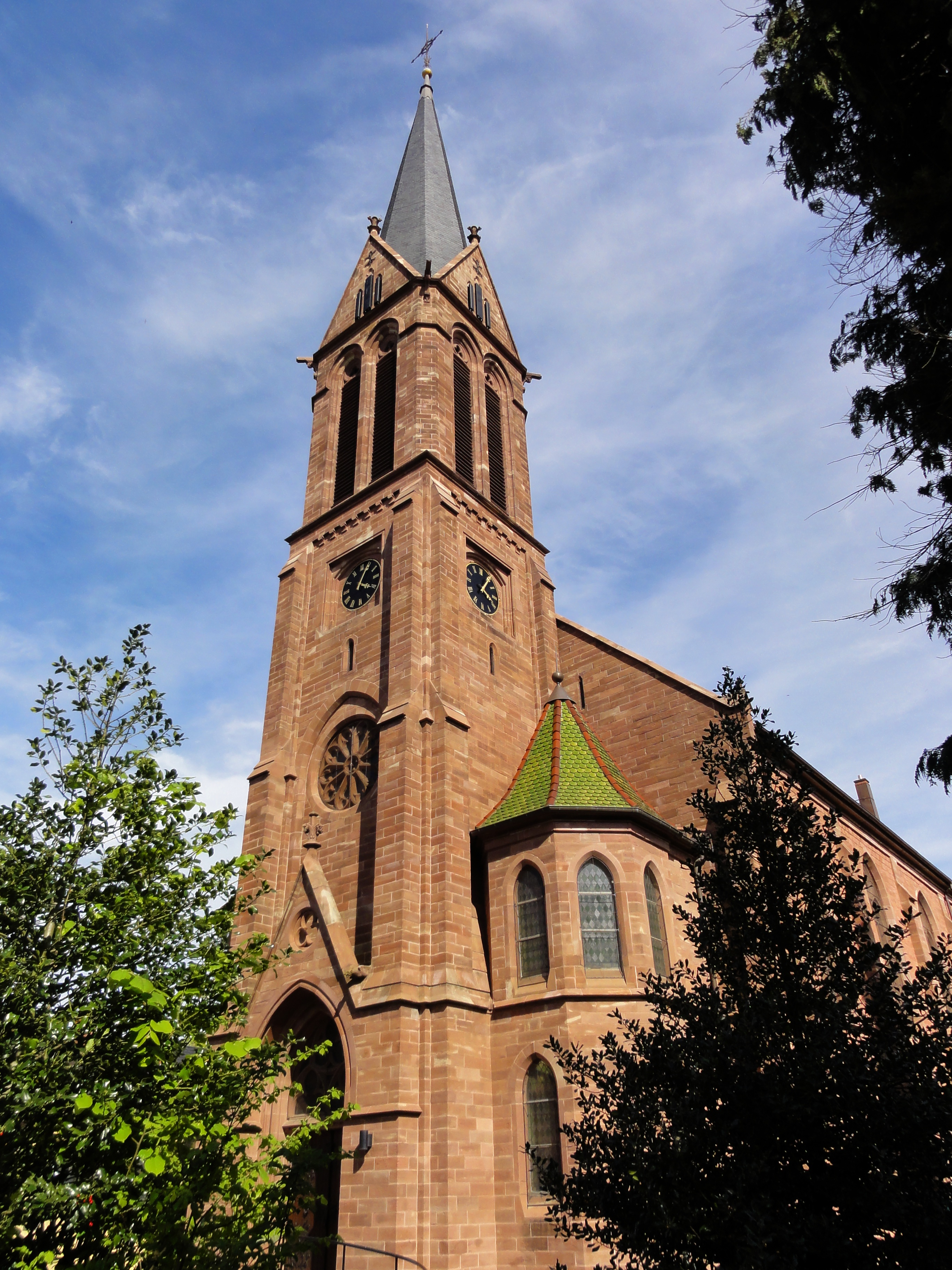
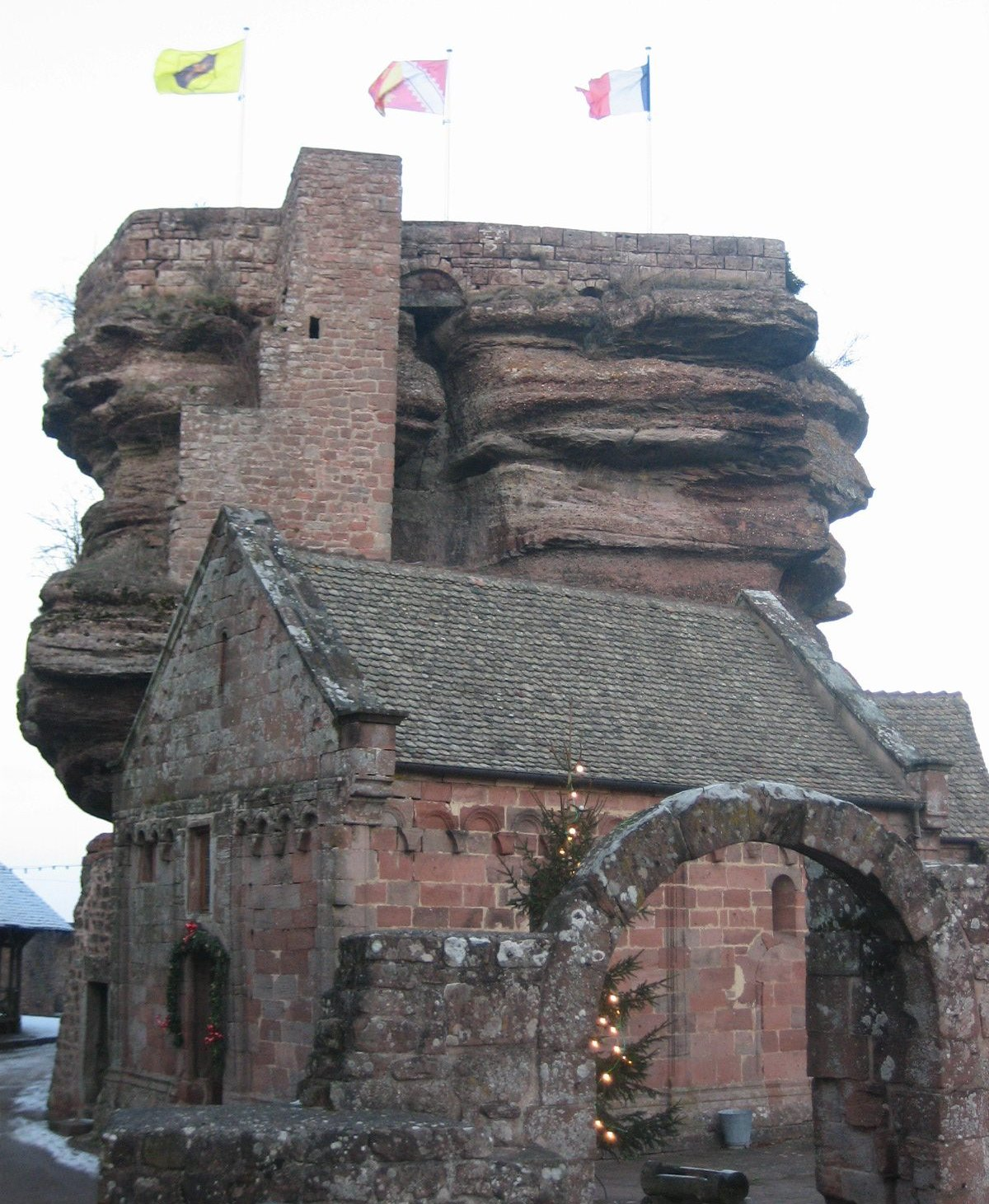
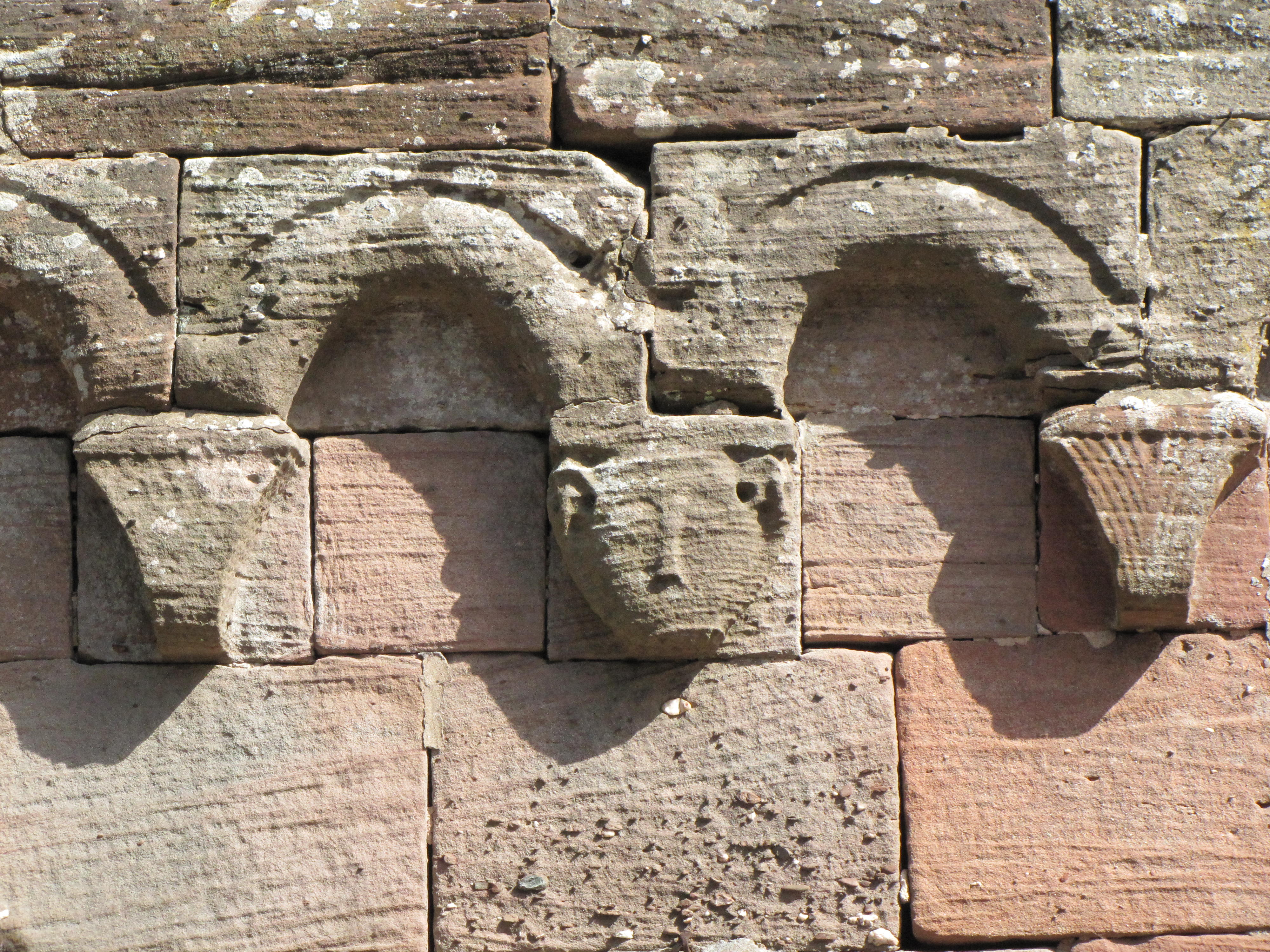